# هودونیتسه (ناحیه زنویمو)
هودونیتسه (به چکی: Hodonice) یک منطقهٔ مسکونی در جمهوری چک است که در ناحیه زنویمو واقع شده‌است. هودونیتسه ۸٫۷۱ کیلومتر مربع مساحت و ۱٬۸۳۸ نفر جمعیت دارد و ۲۰۵ متر بالاتر از سطح دریا واقع شده‌است.